# Ifríkija
Ifríkija (arabul: إفريقية) ország volt a középkorban, amely a mai Tunéziát, a mai Líbia nyugati és a mai Algéria keleti részét takarta. Neve a római–bizánci Africa tartománynév továbbélése.

## Elhelyezkedése
A Földközi-tenger és a Szahara között húzódó térséget keletről a Líbiai-sivatagon keresztül a rendszerint Egyiptomból igazgatott Barka (Kirenaika), nyugaton pedig Magrib határolta. Keleten Tripolit, illetve a keletebbre fekvő Szurtot, a képlékenyebb nyugati végeken általában a tengerparti Bidzsáját, illetve olykor a jóval nyugatabbra fekvő Tanaszt és szárazföld belsejében fekvő Miljánát tekintették a határának. A köztes térségben fekvő Algír hovatartozása ennek megfelelően változó volt.

## Története
Első önálló uralkodói a 800-ban örökletes emirátust alapító Aglabidák voltak, akiket 909-ben a síita Fátimidák váltottak fel. A fátimida udvar Egyiptomba települését követően, 972-től a hozzájuk lojális Zíridák váltak a térség örökletes helytartóivá; később a család egyik ága, a Hammádidák önállósodott a nyugati térségben. A 11. században a Zíridák a lakosság többségének vallásához, a szunnita iszlámhoz csatlakoztak és elszakadtak a Fátimida Birodalomtól, amit az a Banú Hilál és más beduin törzsek nyugatra indításával torolt meg. Az arab nomádok beáramlásának köszönhetően a hajdani virágzó terület mezőgazdasága tönkrement, és a Zíridák és későbbi utódaik a tengerpartra szorultak vissza. A Magribból kiinduló Almohádok 1160-ban hódították meg teljesen a térséget, de a Hafszidák személyében Ifríkijában ismét önálló uralkodócsalád került hatalomra 1229-ben. Ők az 1574-es oszmán hódításig tudták megőrizni hatalmukat. Ezután a térség több tartományra osztva – Algír, Tunisz és Tripoli központtal – névleg az Oszmán Birodalom fennhatósága alá tartozott. Ez a felosztás képezte a későbbi modern államok alapját.